# لیویو لورنتسون
لیویو لورنتسون (ایتالیایی: Livio Lorenzon؛ ۶ مه ۱۹۲۳ – ۲۳ دسامبر ۱۹۷۱) بازیگر اهل ایتالیا بود.
از فیلم‌ها یا برنامه‌های تلویزیونی که وی در آن نقش داشته‌است می‌توان به در آخرین لحظه، خوب، بد، زشت، جنگ بزرگ، برگ برنده، ریتای غرب، پونتیوس پیلاطس، آخرین اسلحه و گلادیاتور شکست‌ناپذیر اشاره کرد.